# Прапор Лімбургу (Бельгія)
Прапор Лімбургу походить від прапора Лімбурзького герцогства, білого полотна з червоним левом Лімбургу з герцогською короною. Після 1996 року до історичного Луна був доданий герб графства Лун (червоний і жовтий), який раніше був частиною князівства-єпископства Льєжа, але зараз він розташований у цій місцевості. Лев і герб на прапорі також відображені на гербі провінції.
Прапор був прийнятий 8 травня 1996 року і затверджений 29 жовтня того ж року. 

Прапор, який використовувався до 1996 року, також був старовинним прапором Герцогства Лімбург.

Герб герцогства Лімбург
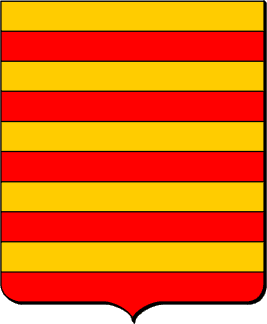
Герб графства Лун
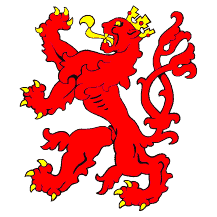
Старий неофіційний гербовий банер
Прапор губернатора Лімбургу